# فريدريك هيرمان غيد
فريدريك هيرمان غيد (بالإنجليزية: Fredrik Herman Gade)‏ هو دبلوماسي أمريكي، ولد في 12 أغسطس 1871، وتوفي في 1943.